# Koczy Zamek
Der Koczy Zamek (deutsch: Katzenburg)  ist ein Berg in Polen. Er liegt auf dem Gemeindegebieten von Koniaków. Mit einer Höhe von 847 m ist er einer der niedrigeren Berge im südlichen Ausläufer des Barania-Kamms der Schlesischen Beskiden. Der Berg ist ein beliebtes Touristenziel.

## Tourismus
- Auf den Gipfel führen mehrere markierte Wanderwege von Koniaków. Der Berg ist sehr leicht zu erreichen, da bis zu seinem Gipfelbereich asphaltierte Straßen führen.